# Paryphodes camerunensis
Paryphodes camerunensis är en tvåvingeart som först beskrevs av Günther Enderlein 1924.  Paryphodes camerunensis ingår i släktet Paryphodes och familjen bredmunsflugor. Inga underarter finns listade i Catalogue of Life.